# 台北高等学校 (旧制)
| 台北高等学校（旧制） | 台北高等学校（旧制）          |
| -------------------- | ----------------------------- |
| 創立                 | 1922年（大正11年）            |
| 所在地               | 台湾台北州台北市古亭町216番地 |
| 初代校長             | 松村傳                        |
| 廃止                 | 1945年                        |
| 後身校               | 国立台湾師範大学              |
| 同窓会               | 蕉葉会                        |

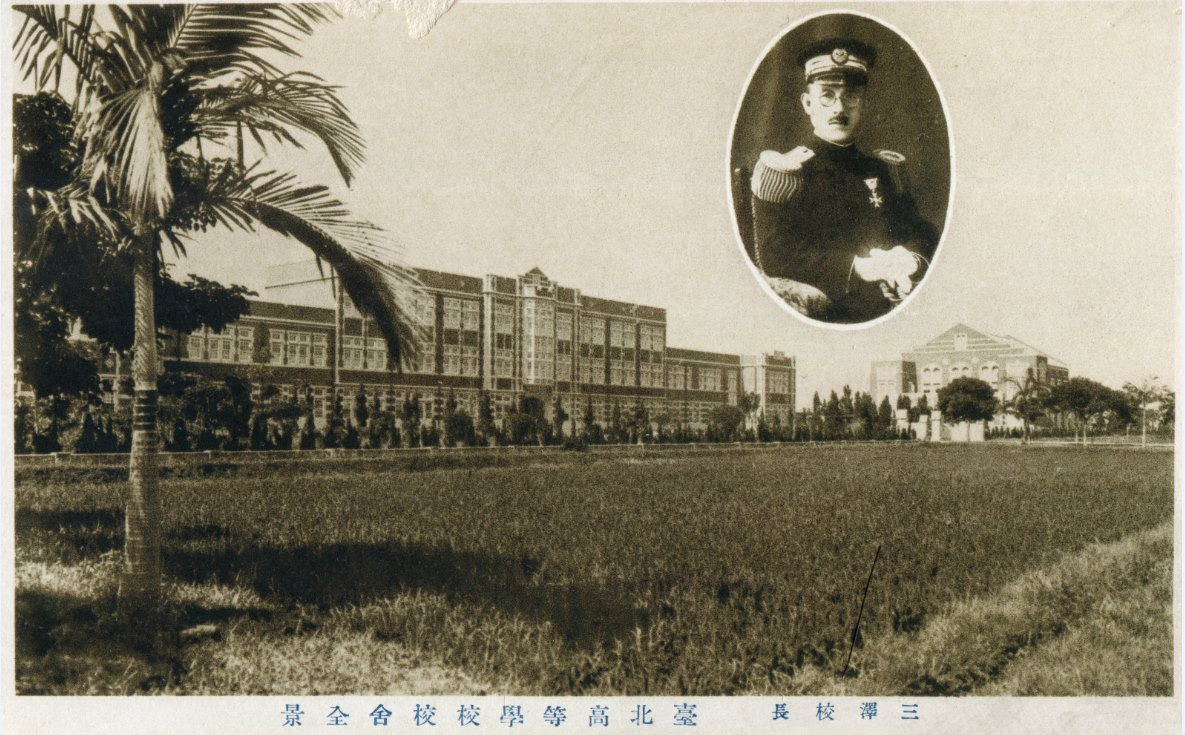
台北高校と三沢糾校長（1929年頃）

台北高等学校（たいほくこうとうがっこう、旧字体：臺北高等學校）は、1922年（大正11年）3月31日、当時日本の支配下にあった台湾において設立された7年制の官立旧制高等学校。略称は「台高」（「湾高」とも）。

## 概要
台湾総督府所管学校として設立され、外地では初の高等学校であった。尋常科および高等科（文科・理科）が設置され、7年制であった。
校章は松村伝校長から要請を受けた塩月善吉（図画科教師）が考案したもので、芭蕉（または椰子）の葉3枚を三角形に組み合わせ、その中央に「高」の字を加えたデザイン。学生帽の白線は2条であった。
1935年度（昭和10年度）ごろの入学試験では、大体6割程度の得点率で入学できると言われていた。卒業生の2割近くは台湾人で、その多くは理科乙類（医学部進学課程）に入学した。東京帝国大学・京都帝国大学など内地の大学への進学者が多く、地元の台北帝国大学への進学者が少なかったために同大は予科を設置することになったとされる。
第二次世界大戦後、中華民国に接収され廃校。後身校の国立台湾師範大学図書館に当時の資料を集めた「台北高等学校資料室」が置かれている。卒業生により同窓会「蕉葉会」（しょうようかい）が組織されている。

## 沿革
- 1922年

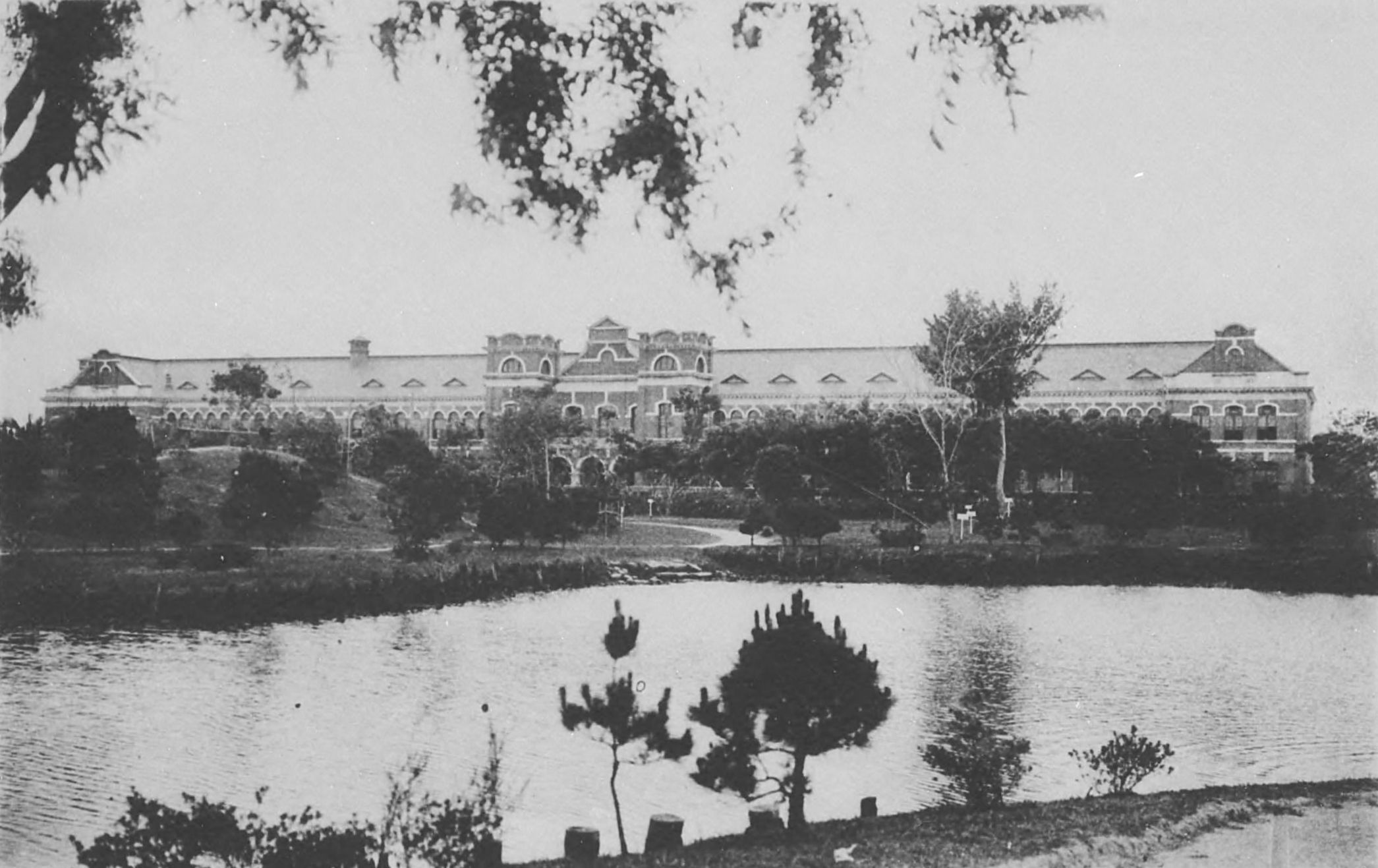
開校時は台北一中の一隅を仮校舎としていた。

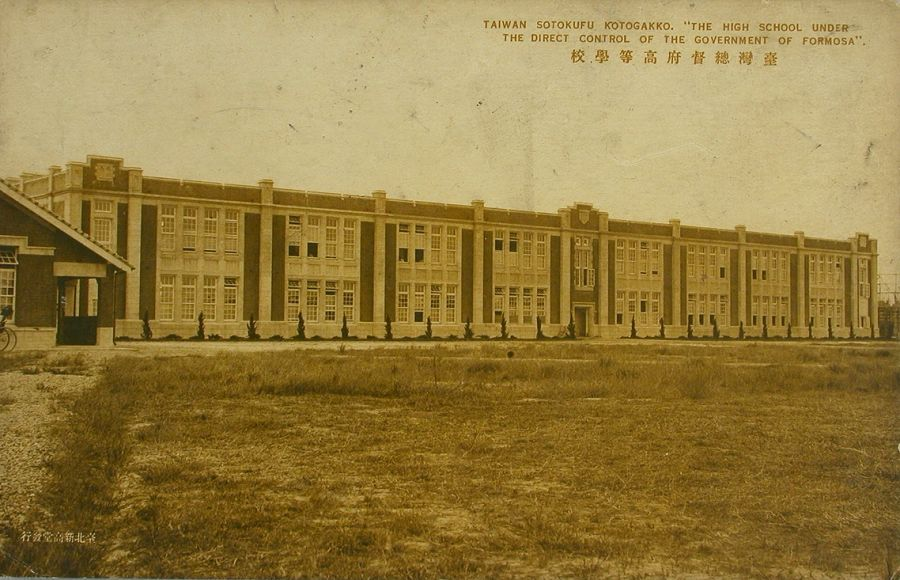
台北高等学校時代の普通教室

  - 3月31日 -台湾総督府諸学校官制（大正11年3月31日勅令第157号。施行4月1日）により設置。
  - 4月1日 - 台湾総督府高等学校規則（大正11年台湾総督府令第84号）を発布。尋常科（修業年限4年）を設置。
  - 4月23日 - 開校式および第1回入学式を挙行。
  - 4月24日 - 仮校舎および台北第一中学校（台北市龍口町）の一部で授業開始。
- 1923年4月18日 - 皇太子（のちの昭和天皇）行啓。
- 1925年
  - 5月3日 - 仮寄宿舎（七星寮）を開設。
  - 5月4日 - 高等科（文科・理科、修業年限3年）第1回入学式を挙行。
  - 5月5日 - 高等科の授業開始。
- 1926年4月25日 - 古亭町（いまの住所表示は台北市和平東路一段162號）に完成した新校舎に移転。
- 1927年5月13日 - 台湾総督府諸学校官制中改正ノ件（昭和2年5月13日勅令第113号）により台湾総督府台北高等学校に改称。
- 1928年
  - 3月15日 - 高等科第1回卒業生を出す。文科26名、理科48名。
  - 11月9日 - 本館竣工。
  - 11月15日 - 第1回記念祭を開催（18日まで）。
  - 11月27日 - 体育館竣工。
- 1929年6月30日 - 講堂および高等科寄宿舎竣工。
- 1943年 - 尋常科生最後の入学式。
- 1945年10月 - 日本の敗戦に伴い中華民国に接収、台湾省立台北高級中学に改称（高級中学）。
- 1946年
  - 1月頃 - 内地人生徒の引き揚げが始まる[7]。
  - 6月5日 - 台湾省立師範学院（単科大学）設置、台北高級中学は同学院に併設。
- 1949年 - 台北高級中学の学生の募集を停止。
- 1952年 - 台北高級中学の最後の卒業式。廃校。
- 1955年 - 台湾省立師範学院は台湾省立師範大学（総合大学）に昇格。
- 1967年 - 台湾省立師範大学は国立へ移管され国立台湾師範大学と改名。

## 現存施設
台北高等学校の校地と施設は現在の国立台湾師範大学に継承され、以下の施設は台北市の市定古蹟に指定されている。
- 行政大楼 - 旧本館（1928年11月7日竣工）
- 普通大楼 - 旧普通教室（1926年3月20日竣工）
- 礼堂 - 旧講堂（中国語版）（1929年6月30日竣工）
- 文薈庁 - 旧生徒控所（1926年3月31日竣工）

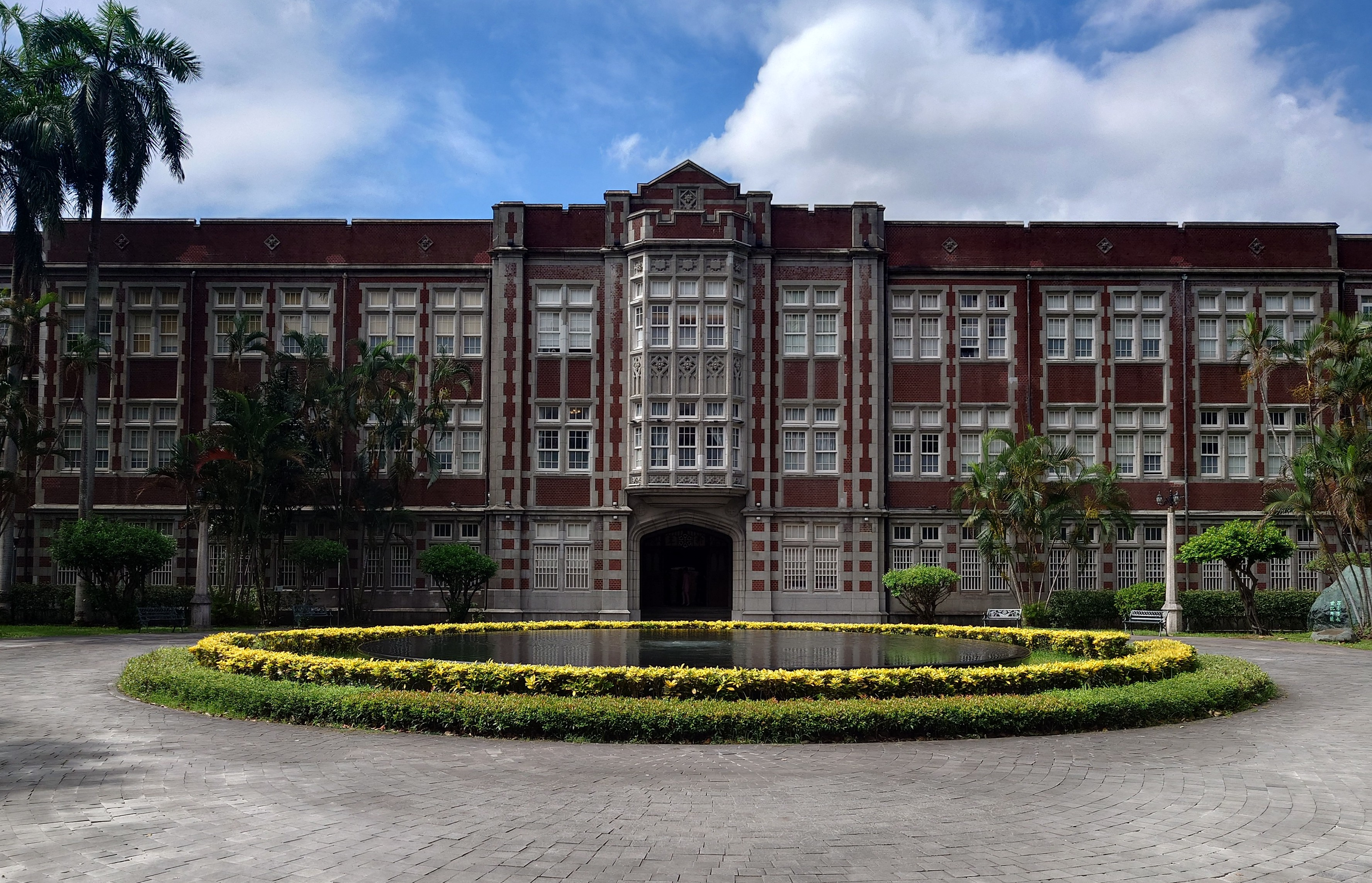
旧本館
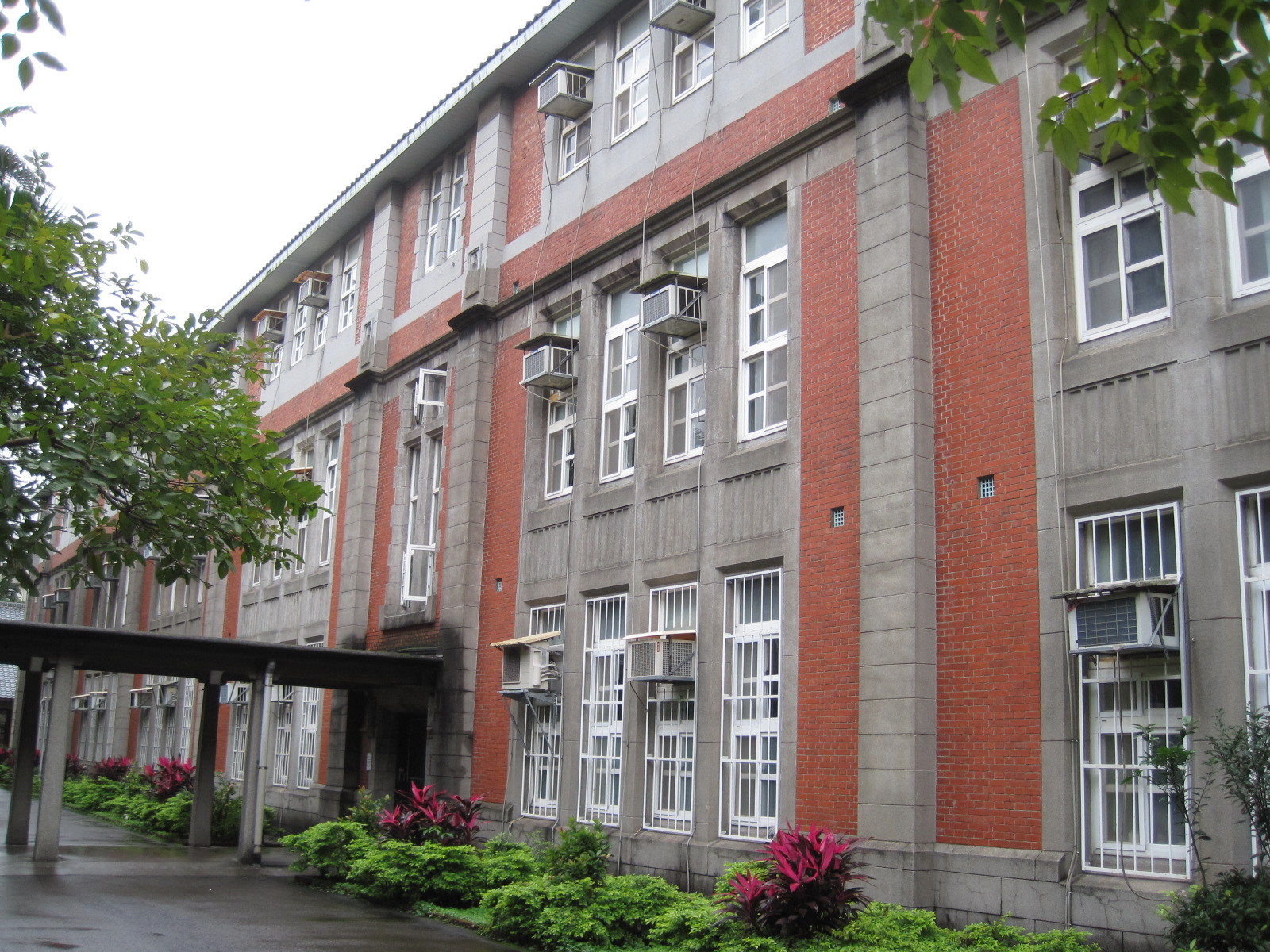
旧普通教室
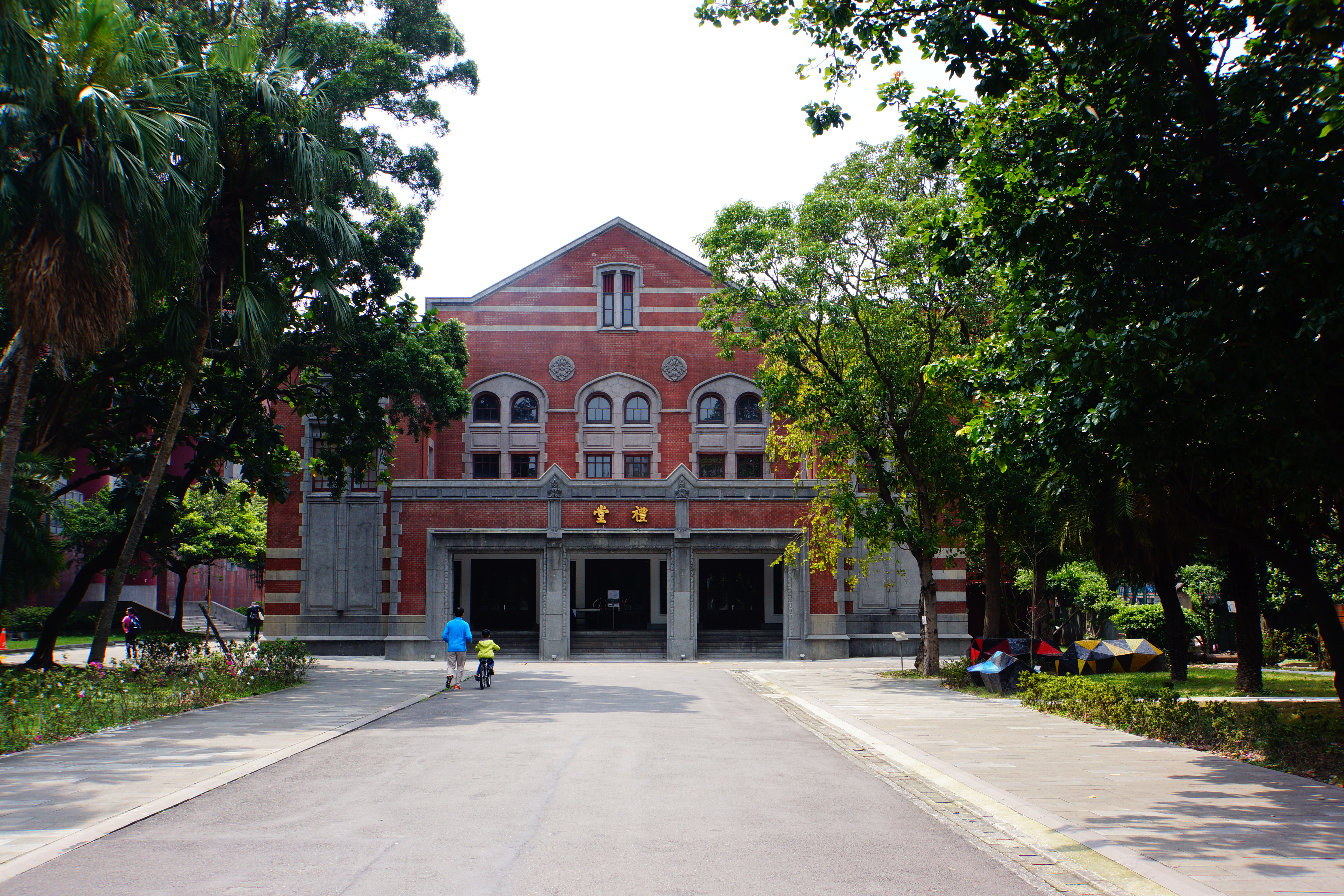
旧講堂
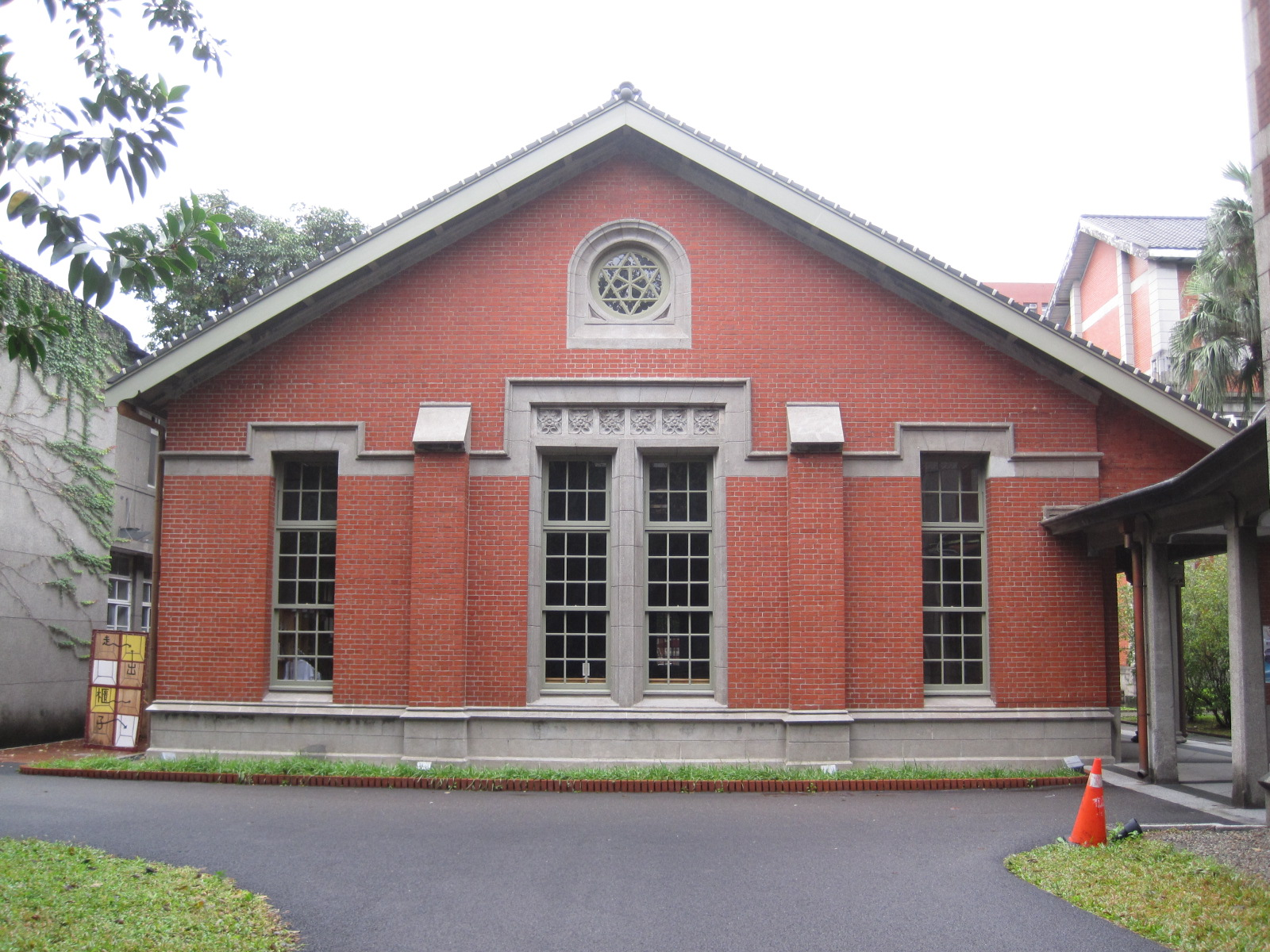
旧生徒控所

## 教職員

### 校長
| 氏名 | 氏名     | 材任時期               | 備考                                                                     |
| ---- | -------- | ---------------------- | ------------------------------------------------------------------------ |
|      | 松村伝   | 1922年4月 − 1925年3月  | 初代校長。台北一中校長との兼任。                                         |
|      | 三沢糾   | 1925年5月 − 1929年11月 | 高等科設置時の校長。                                                     |
|      | 下村湖人 | 1929年11月 − 1931年9月 | 三沢の後任で台中一中校長からの昇任。そのため排斥運動が起こったとされる。 |
|      | 谷本清心 | 1931年9月 − 1941年8月  | 下村の後任。                                                             |
|      | 下川履信 | 1941年8月 − 1946年3月  | 廃校時の校長。                                                           |

### 教員
- 犬養孝：国文学（万葉学）、教授。
- 島田謹二：文学、教授。日本における比較文学研究の創始者。
- 柴田常恵：考古学、講師。
- 高峯一愚：哲学（カント研究）、教授。
- 福山伯明：植物学者、教授（1942 - 1946年）。台北高等学校卒業生でもあった。

## 生徒の文化
- 寄宿舎として「七星寮」が設置され（その名は台北近郊の七星山に由来する）[9]、内地人生徒と台湾人生徒が同居していた[10]。
- 校風はバンカラ色が強く、「往年の一高全盛期のそれを移し植ゑた」ものと評された[11]。
- 学友会の規約で全生徒は何らかの部に入ることが義務付けられており、1938年の時点で以下の21部があった[12]。

| - 総務部 - 文芸部 - 弁論部 - 美術部 - 音楽部 - 柔道部 - 剣道部 | - 弓道部 - 庭球部 - 卓球部 - 野球部 - 蹴球部 - ホッケー部 - 陸上部 | - 水泳部 - 角力部 - 山岳部 - 新聞部 - 自然科学部 - ラグビー部 - 馬術部 |

### 校歌・寮歌
- 第一校歌「獅子頭山に」（作詞：三沢糾、作曲：阿保寛）[13]
- 第二校歌「新しき日の明けんとす」（作詞：西田正一、作曲：山田耕筰）[14]

このほか「新七星寮歌」「台高踊り歌」「凱旋歌」などの寮歌や応援歌、記念祭歌、部歌などが多数あった。

## 著名な出身者

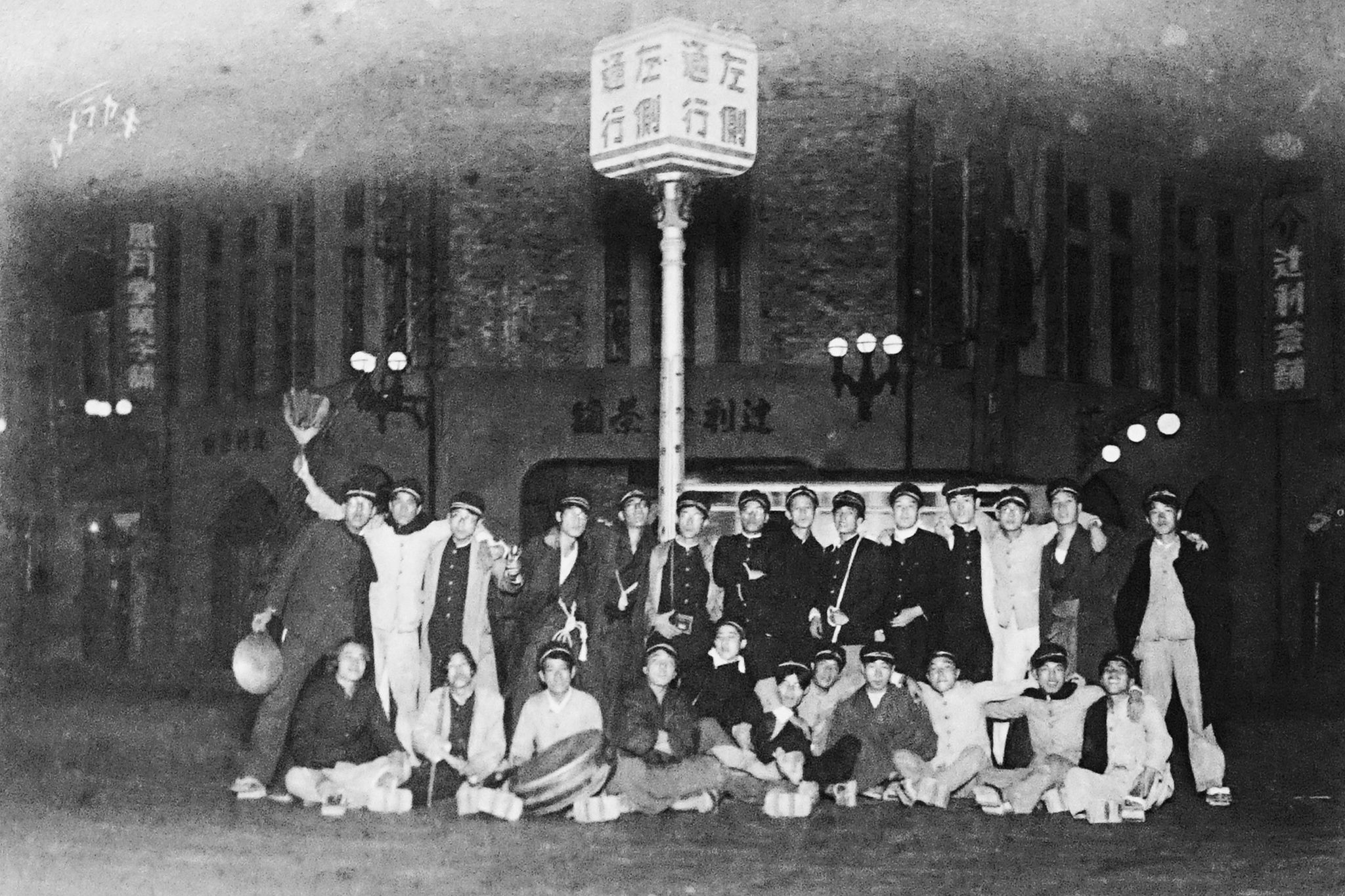
1930年代の台北高校生
（台北市栄町の交差点にて）

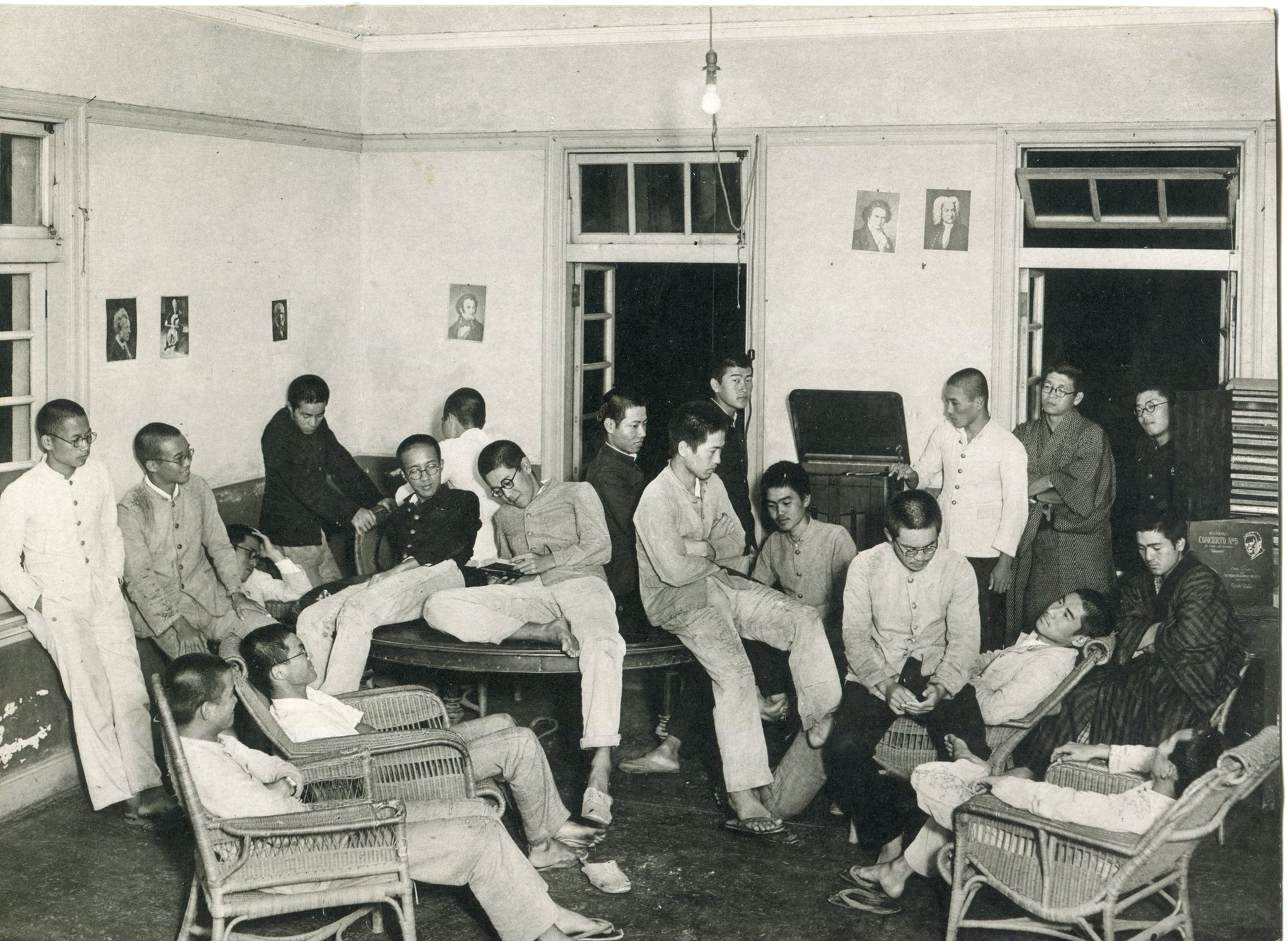
七星寮内の寮生（1940年頃）

### 研究者
- 上山春平：哲学者
- 小田稔：宇宙物理学研究者、理化学研究所理事長
- 鹿野忠雄：人類学者。
- 東嘉生（中国語版）：経済学者。
- 川崎健：海洋資源学者。東北大学名誉教授。
- 国分直一：歴史学・考古学者
- 武谷三男：理論物理学者

### 文芸・評論界
- 中村地平：作家。
- 邱永漢：作家・経済評論家。
- 呉建堂：『台湾万葉集（中国語版）』の編者

### 法曹界
- 有馬元治：衆議院議員（自由民主党）、労働事務次官
- 小田滋：国際法学者、国際司法裁判所判事
- 川崎寛治：衆議院議員（日本社会党）
- 園部逸夫：最高裁判所判事
- 蔡章麟：元中華民国司法院大法官（台湾出身で初）、元台湾大学法学部教授、元監察委員。
- 洪遜欣（中国語版）：元中華民国司法院大法官、1935年卒業、第8期、李鎮源と同期、元台湾大学法学部副教授。
- 陳世栄（中国語版）：元中華民国司法院大法官。
- 王育霖：元日本京都地方裁判所検察官、中華民国台湾新竹地方法院検察処検察官。

### 医学界
- 魏火曜：国立台湾大学医学院小児科教授
- 李鎮源（中国語版）：薬理学者、台湾独立運動の参加者。1935年（昭和10年）卒業、第8期。その後、台北帝国大学医学部に進学し、台大病院院長、中央研究院院士。
- 郭維祖：台湾の医師、翻訳家。
- 林宗義（中国語版）：医学者、台湾の脳神経精神医学の先駆者であり、基礎を築いた人物。
- 施純仁（中国語版）：台湾神経外科の開創者、台湾における臓器移植の先駆者、前行政院衛生署署長、国際外科学会名誉院士。
- 魏火曜：元台大病院院長、元高雄医学大学院長、東京帝国大学医学博士。
- 宋瑞楼（中国語版）：元台大医学院教授、前和信病院院長、台湾における肝疾患の父、台湾における消化器内視鏡の父、中央研究院院士。
- 黄伯超（中国語版）：元台大医学院院長。
- 陳五福（中国語版）：眼科医師、社会事業家、「慕光盲人再建センター」を創設。「台湾のシュヴァイツァー」または「噶瑪蘭の灯火」と呼ばれ、台北帝国大学医学部卒業。
- 柯源卿：東京大学医学士、台大公衆衛生学科教授、産業衛生研究に従事。大同会社医務室主任を務め、1987年に退職。林挺生（中国語版）と台北高校時代の同級生。その息子、柯慶明（中国語版）は台大中国語学科および台湾文学研究所教授。
- 許強（中国語版）：台大病院第三内科主任、台大病院院務改革委員。謝雪紅が設立した人民協会のメンバー。共産活動に加わったとして処刑された。
- 郭琇琮（中国語版）：台大病院外科医、台大医学院講師、台北市衛生局防疫科長。中国共産党台北市工作委員会書記。台湾各地で地下活動を行うも1950年5月に逮捕され、同年11月28日に処刑された。

### 政財界
- 青木茂：豊橋市長
- 大原一三：農林水産大臣、大蔵官僚。1945年10月卒業、第20期。辜寬敏と竹内昭太郎は同級生だった。
- 川平朝清：沖縄放送協会[16]初代会長
- 辜振甫：台湾の財界人。辜寬敏の兄
- 佐伯喜一：野村総合研究所会長、防衛庁防衛研修所長
- 佐々木正：技術者、シャープ元副社長
- 李登輝：元中華民国総統
- 甲斐文比古：駐独日本大使
- 吉岡英一：国税庁長官、日本開発銀行総裁
- 辜寬敏：台独派の大物、台湾の五大名家・鹿港辜家の一員。1945年10月卒業、第20期。
- 徐慶鐘（中国語版）：元中華民国行政院副院長(1907–1996)、最初に育成された台湾の現地人農学博士，1928年卒業、第1期。
- 劉闊才（中国語版）：元中華民国立法院副院長、1932年卒業、第5期。
- 戴炎輝：元中華民国司法院院長、1930年卒業、第3期。2人の息子が戴東雄と戴東原。
- 林金生（中国語版）：元中華民国考試院副院長(1916–2001)、息子は林懷民。
- 周百錬（中国語版）：元中華民国監察院副院長。
- 黄啟瑞（中国語版）：元台北市長。
- 頼順生（中国語版）：元苗栗県長、前考試院考試委員。
- 陳錫卿（中国語版）：元彰化県長、台湾省政府民政庁長。
- 陳新安（中国語版）：元高雄県長、3人の息子が陳建栄、前中華民国副総統陳建仁、陳建徳。

### 教育界
- 呉守礼（中国語版）：元国立台湾大学文学院教授。1930年卒業、第3期。
- 黄得時（中国語版）：元国立台湾大学文学院教授。
- 鍾浩東（中国語版）：元台湾省立基隆中学校長。台湾の白色恐怖時代、基隆市工作委員会事件で殉職。
- 田大熊（中国語版）：元南投中学校長。

### その他
- 王育徳：言語学者、台湾独立運動の参加者。1943年（昭和18年）に卒業後、東京帝国大学文学部に進学。
- 黄彰輝（中国語版）：牧師。台湾基督長老教会の牧師で、元台南神学院（中国語版）院長。台湾独立運動の参加者。
- 頼永祥（中国語版）：図書館学者。中国図書分類法の設計者。1942年（昭和17年）に卒業後、東京帝国大学法学部に進学。元ハーバード大学ハーバード燕京図書館、国立台湾大学図書館（中国語版）代理館長、図書館学部の部門長。

## 関連書籍
- 台湾総督府台北高等学校 『台湾総督府台北高等学校一覧 昭和十一年度』 1936年
- 欧文社編輯部 『全国上級学校大観』 欧文社、1938年
- 蕉葉会 『台北高等学校 1922年-1946年』 1970年
- 週刊朝日 『青春風土記；旧制高校物語』第4巻、朝日新聞社、1978年
- 秦郁彦 『旧制高校物語』 文春新書、2003年　ISBN 4166603558
- 秦郁彦（編）『日本官僚制総合事典；1868 - 2000』 東京大学出版会、2001年

「主要高等教育機関一覧」参照